# Pulmuone
Pulmuone Co., Ltd. (koreanisch: 풀무원) (KRX: 017810) ist ein südkoreanisches Unternehmen, das Lebensmittel wie Tofu und Sojasprossen produziert. Das Unternehmen vertreibt Produkte unter den Markennamen Pulmuone, Chan-ma-ru, Saeng-ga-deuck und Soga.  Es wurde 1981 gegründet, hat seinen Sitz in Seoul, Südkorea und vertreibt seine Produkte sowohl innerhalb Koreas als auch international. Das Unternehmen finanzierte maßgeblich die Einrichtung des Kimchi Field Museums in Seoul im Jahr 1986. Pulmuone hatte im Jahr 2019 einen Umsatz von 2,38 Trillionen Won.

## Geschichte
Das Unternehmen wurde von Won Kyung Sun als kleiner Gemüseladen 1981 gegründet. Im Jahr 2016 erwarb das Unternehmen Vitasoy zu dem auch Nasoya Foods, Inc. gehörte. Im Jahr 2019 produziert Pulmuone auch Tiernahrung.